# Christian IV. (Dänemark und Norwegen)

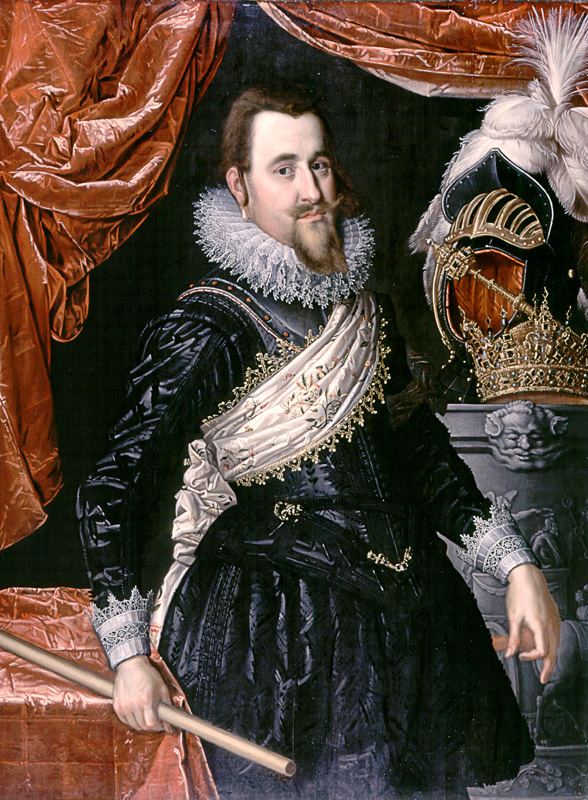
Christian IV. von Dänemark und Norwegen, Gemälde von Pieter Isaacsz, 1611–1616.
Christians Unterschrift:

Christian IV. (* 12. April 1577 auf Schloss Frederiksborg; † 28. Februar 1648 auf Schloss Rosenborg, Kopenhagen) war von 1588 bis 1648 König von Dänemark und Norwegen.
Während seiner langen Regierungszeit versuchte er wiederholt erfolglos, durch kriegerische Mittel – vor allem im Dreißigjährigen Krieg – den dänisch-norwegischen Staat zu einer Großmacht zu formen. Als innenpolitischer Reformer legte er als „volkstümlicher“ Landesvater den Grundstein zur Etablierung des Absolutismus und hinterließ durch seine rege Bautätigkeit die Städte Kristiansand, Kristianstad und Glückstadt sowie Christianshavn, heute ein Stadtteil von Kopenhagen. Nachdem Oslo durch Brand zerstört worden war, ließ er 1624 die Stadt an anderer Stelle wieder aufbauen, wonach sie für 300 Jahre ihm zu Ehren Christiania hieß.

## Leben

König Christian IV. von Dänemark und Norwegen

Christian IV. war der älteste Sohn von König Friedrich II. von Dänemark und Norwegen und dessen Gemahlin Sophie von Mecklenburg, einer Nachfahrin Friedrichs I. von Dänemark.
Nach dem Tod seines Vaters im Jahr 1588 wurde er elfjährig nominell zum König. Seine Mutter führte während seiner Unmündigkeit gemeinsam mit Vertretern des Reichsrats die Regierungsgeschäfte. Sie war Vormund in den Herzogtümern Schleswig und Holstein, der Regierungsrat mit dem Reichsrat Vormund in Dänemark. Das Verhältnis zwischen den beiden Vormündern war gespannt bis feindselig.
Mit Übernahme der Regierung zum Datum seiner Volljährigkeit am 17. August 1596 und seiner feierlichen Krönung am 29. August 1596 leitete er eine Ära der Reformen ein. So betrieb er, stets die zukünftige Ausrichtung Dänemarks als Militärmacht im Blick, eine nationale Aufrüstung und ließ im gesamten Reich neue Festungen erbauen. Zudem richtete er einen repräsentativen Hof ein und förderte die Seefahrt. Symbol für letzteres wurde eine Seereise des jungen Königs 1599, bei der er das Nordkap umrundete und in Lappland an Land ging. Auch finanzierte er in den Jahren 1605 bis 1607 drei Expeditionen zur Klärung des Schicksals der skandinavischen Siedler auf Grönland.
1611 brach der Kalmarkrieg zwischen Dänemark und Schweden aus. Christian gelang es, die Schwäche des schwedischen Königs Karl IX. zu nutzen, um Schweden große Gebiete abzunehmen und im Januar 1613 im Frieden von Knäred die gesamte Finnmark zu erhalten. Das innenpolitische Ziel, im Verlauf dieses Krieges ein stehendes Heer aufzustellen, scheiterte am Widerstand des dänischen Adels.
Nach dem Kalmarkrieg wandte sich Christian Norddeutschland zu. Er versuchte, an der Elbe Gebiete zu gewinnen und zweien seiner Söhne die säkularisierten Bistümer Bremen und Verden zu verschaffen. Weil seine Versuche, sich Hamburg zu unterwerfen, missglückten, gründete er 1617 Glückstadt, um auf diese Weise die Kontrolle über den Elbhandel und zugleich einen Nordseehafen und eine Basis für militärische Operationen im Süden seines Reiches zu gewinnen. Um fähige, wohlhabende Kaufleute anzuwerben, gab er niederländischen Remonstranten und Mennoniten sowie portugiesischen Juden Religionsfreiheit. Schon 1617 erhielt Glückstadt Stadtrechte.
Neben der Gründung von Glückstadt und den Versuchen, die Oberherrschaft über Hamburg oder wenigstens den Elbzoll an sich zu bringen, förderte Christian IV. auch die Kaufleute. 1616 erteilte er der ersten Dänischen Ostindien-Kompanie die Privilegien.
1617 erließ der König Regulative gegen Hexerei und schwarze Magie, die in der Folge zu verstärkten Hexenverfolgungen in Dänemark, Schleswig-Holstein, Norwegen (insbesondere unter der samischen Bevölkerung in der Finnmark) und Island führten.
Im Jahr 1618 führte Christian einen neuen Münztyp, die Corona Danica ein, weil aus der bisherigen Mark ohne Abwertung kein Gewinn erzielt werden konnte.
Nachdem 1618 der Dreißigjährige Krieg ausgebrochen war, lud der dänische König die protestantischen Herzöge von Lüneburg, Lauenburg und Braunschweig, die Gesandten von England, Holland, Schweden, Brandenburg und Pommern sowie den vertriebenen König von Böhmen, Friedrich von der Pfalz, Anfang 1621 auf das Segeberger Schloss, um die Protestantische Union wiederzubeleben. 1625 bemühte er sich erfolgreich um die Wahl zum Kreisobristen des Niedersächsischen Reichskreises. Nach militärischen Niederlagen gegen den kaiserlichen Feldherren Tilly in der Schlacht bei Lutter am 27. August 1626 und gegen Wallenstein konnte Christian im Lübecker Frieden von 1629 dennoch seine Gebiete im Reich sichern. In den folgenden Jahren bemühte er sich vor allem, den unter König Gustav Adolf wachsenden schwedischen Einfluss einzudämmen. Dies führte 1643 zum Torstenssonkrieg. 1644 verlor er in der Seeschlacht auf der Kolberger Heide ein Auge. Der Krieg endete 1645 mit dem Frieden von Brömsebro, in dem Dänemark große Gebiete an Schweden abgeben musste.
Christians letzte Regierungs- und Lebensjahre waren vom Übergang der Herrschaft im Ostseeraum an Schweden und vom wachsenden Einfluss des Adels im Inneren Dänemarks bestimmt. Vor allem die Ehemänner seiner Töchter aus der Ehe mit Kirsten Munk, die sogenannte Schwiegersohnpartei, gelangten zu großer Macht.
Sein Grab befindet sich in der Kapelle Christians IV. im Dom zu Roskilde. Dort steht auch eine lebensgroße Statue Christians, geschaffen von Bertel Thorvaldsen.

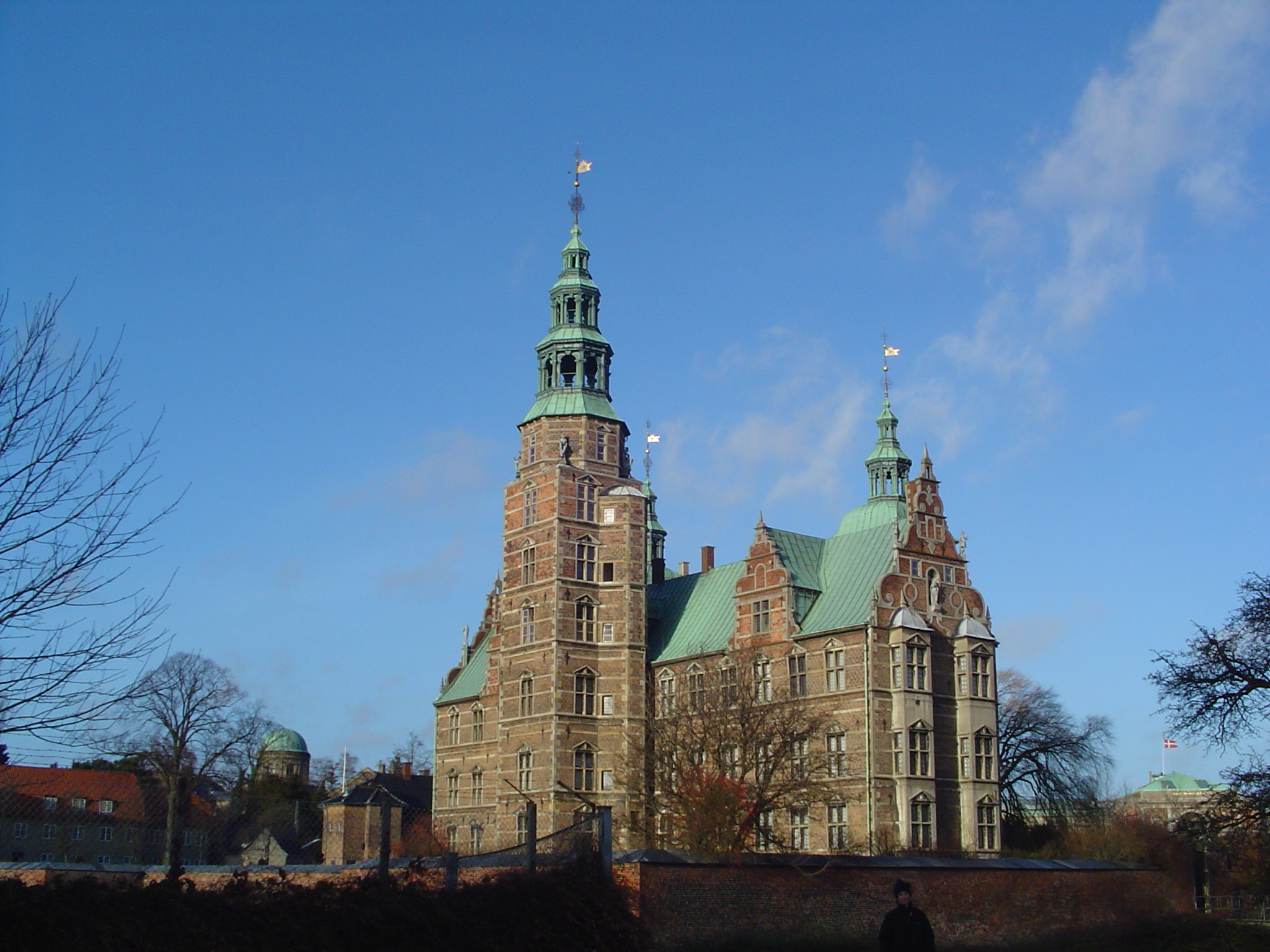
Schloss Rosenborg in Kopenhagen, eines der zahlreichen Bauwerke Christians IV.

## Bauwerke
Christian IV. hinterließ durch seine rege Bautätigkeit ein reiches kulturelles Erbe. Neben den Stadtgründungen von Kristiansand, Kristianstad, Kristianopel, Christianshavn sowie Glückstadt regte er unter anderem auch den Neubau der Schlösser von Frederiksborg, Rosenborg und Halmstad an. Den Bauplatz seines Glückstädter Schlosses steckte er selber ab, nachdem er dort zunächst den Königshof hatte errichten lassen.
Auch der Bau der nachmaligen Festung Christianspries im heutigen Kiel ab 1632 geht auf seine Veranlassung zurück. Dafür kaufte Christian IV. die umliegenden Güter Bülk, Seekamp und Knoop an, ebenso wie das Kirchspiel Dänischenhagen, das daher einige Jahre Christianshagen genannt wurde.

## Ehen, Mätressen und Nachkommen
Er heiratete am 27. November 1597 Anna Katharina von Brandenburg (1575–1612), Tochter von Kurfürst Joachim Friedrich von Brandenburg, mit welcher er sechs Kinder zeugte:
- Friedrich (* 15. August 1599; † 9. September 1599)
- Christian (* 10. April 1603; † 2. Juni 1647), Kronprinz von Dänemark
- Sophie (* 4. Januar 1605; † 7. September 1605)
- Elisabeth (* 13. März 1606; † 24. Oktober 1608)
- Friedrich III. (* 18. März 1609; † 9. Februar 1670), König von Dänemark
- Ulrich III. (* 2. Februar 1611; † 11. August 1633), Administrator des Hochstifts Schwerin

Noch vor dem Tod der Königin hatte er von 1610 bis 1613 eine Beziehung zu Kirsten Madsdatter († 1613), die ihm einen Sohn gebar:
- Christian Ulrich Gyldenløve, (* 3. Februar 1611; † 6. Oktober 1640 in einem Gefecht in Meinerzhagen), Hofmarschall, dänischer Gesandter in Frankreich, Spanien und den Niederlanden, Oberst im Dienste des Königs von Spanien

Von 1613 bis 1616 hatte er ein Verhältnis zu Karen Andersdatter († 1673 in Kopenhagen), aus dem mindestens zwei Kinder hervorgingen:
- Dorothea Elisabeth Gyldenløve (* 1613; † 1615)
- Hans Ulrich Gyldenløve, (* 10. März 1615 Kronborg; † 31. Januar 1645 ebenda) heiratete am 10. Oktober 1641 Regitze Grubbe

In einer Ehe zur linken Hand heiratete er am 31. Dezember 1615 in Lundegaard Kirsten Munk (* 6. Juli 1598; † 19. April 1658), Tochter des Ludvig Munk und der Ellen Marsvin von Landskrona, die ihm weitere 10 Kinder schenkte:
- Anna Cathrine (* 10. August 1618 Frederiksborg; † 20. August 1633) war verlobt mit Frants Rantzau
- Sophie Elisabeth (* 20. September 1619 Skanderborg; † 29. April 1657) heiratete am 10. Oktober 1634 Christian von Pentz
- Leonora Christina (* 8. Juli 1621 Frederiksborg; † 16. März 1698 Kloster Maribo) heiratete am 9. Oktober 1636 in Kopenhagen Corfitz Ulfeldt
- Waldemar Christian (* 26. Juni 1622 Frederiksborg; † 26. Februar 1656 Lubin), Graf von Schleswig-Holstein
- Elisabeth Augusta (* 28. Dezember 1623 Kronborg; † 9. August 1677) heiratete am 27. Oktober 1639 in Kopenhagen Hans Lindenov
- Friedrich Christian (* 26. April 1625; † 17. Juli 1627)
- Christiane (* 15. Juli 1626 Haderslevhus (Hansborg); † 6. Mai 1670) heiratete am 6. November 1642 in Kopenhagen Hannibal Sehested
- Hedwig (* 15. Juli 1626 Haderslevhus (Hansborg); † 5. Oktober 1678 Kristianstad) heiratete am 6. November 1642 in Kopenhagen Ebbe Ulfeldt
- Marie Cathrine (* 29. Mai 1628; † 1. September 1628)
- Dorothea Elisabeth (* 1. September 1629 Kronborg; † 18. März 1687 Augustinerkloster in Köln), seit 1646 Nonne

Christians Vaterschaft beim letzten Kind muss bezweifelt werden, da Kirsten Munk zu jener Zeit bereits ein Verhältnis mit dem in Diensten Christians stehenden Rheingrafen Otto von Salm hatte, für das sie zur Strafe auf ihre Güter verbannt wurde.
Nach der Trennung begann der König eine Verbindung mit Wiebke Kruse (* ca. 1605 in Holstein?; † 28. April 1648 Kopenhagen; umgebettet nach Kølstrup, Fünen), die als Kindermädchen am Hofe der Kirsten Munk und Ellen Marsvin diente und deren Herkunft bislang nicht nachgewiesen ist. Wahrscheinlich stammt sie aus Holstein, da ihr nachweisbarer Bruder Hinrich Kruse als Hausvogt in Krempe und Segeberg tätig war und u. a. 1637 den Altar der Kirche in Schenefeld stiftete. Sie hatte zwei Kinder mit Christian:
- Ulrich Christian Gyldenløve (* 7. April 1630 Ibstrup oder Jägersborg/DK; † 11. Dezember 1658 bei Kopenhagen an „Erschöpfung im Kampf“)
- Elisabeth Sofie Gyldenløve (* 1633 in Bramstedt?; † 20. Januar 1654, beerd. 16. März 1654 in Kiel, St. Nikolai-Kirche) heiratete am 18. Juni 1648 Generalmajor Claus von Ahlefeldt

## Vorfahren
|  |                                                     |  |  |  |  |  |  |  |  |  |  |  |  |
|  | König Friedrich I. (1471–1533)                      |  |  |  |  |  |  |  |  |  |  |  |  |
|  |                                                     |  |  |  |  |  |  |  |  |  |  |  |  |
|  |                                                     |  |  |  |  |  |  |  |  |  |  |  |  |
|  | König Christian III. (1503–1559)                    |  |  |  |  |  |  |  |  |  |  |  |  |
|  |                                                     |  |  |  |  |  |  |  |  |  |  |  |  |
|  |                                                     |  |  |  |  |  |  |  |  |  |  |  |  |
|  | Anna von Brandenburg (1487–1514)                    |  |  |  |  |  |  |  |  |  |  |  |  |
|  |                                                     |  |  |  |  |  |  |  |  |  |  |  |  |
|  |                                                     |  |  |  |  |  |  |  |  |  |  |  |  |
|  | König Friedrich II. (1534–1588)                     |  |  |  |  |  |  |  |  |  |  |  |  |
|  |                                                     |  |  |  |  |  |  |  |  |  |  |  |  |
|  |                                                     |  |  |  |  |  |  |  |  |  |  |  |  |
|  | Magnus I. von Sachsen-Lauenburg (1470–1543)         |  |  |  |  |  |  |  |  |  |  |  |  |
|  |                                                     |  |  |  |  |  |  |  |  |  |  |  |  |
|  |                                                     |  |  |  |  |  |  |  |  |  |  |  |  |
|  | Dorothea von Sachsen-Lauenburg (1511–1571)          |  |  |  |  |  |  |  |  |  |  |  |  |
|  |                                                     |  |  |  |  |  |  |  |  |  |  |  |  |
|  |                                                     |  |  |  |  |  |  |  |  |  |  |  |  |
|  | Katharina von Braunschweig-Wolfenbüttel (1488–1563) |  |  |  |  |  |  |  |  |  |  |  |  |
|  |                                                     |  |  |  |  |  |  |  |  |  |  |  |  |
|  |                                                     |  |  |  |  |  |  |  |  |  |  |  |  |
|  | Christian IV. Kg. von Dänemark und Norwegen         |  |  |  |  |  |  |  |  |  |  |  |  |
|  |                                                     |  |  |  |  |  |  |  |  |  |  |  |  |
|  |                                                     |  |  |  |  |  |  |  |  |  |  |  |  |
|  | Albrecht VII. Herzog zu Mecklenburg (1486–1547)     |  |  |  |  |  |  |  |  |  |  |  |  |
|  |                                                     |  |  |  |  |  |  |  |  |  |  |  |  |
|  |                                                     |  |  |  |  |  |  |  |  |  |  |  |  |
|  | Ulrich von Mecklenburg (1527–1603)                  |  |  |  |  |  |  |  |  |  |  |  |  |
|  |                                                     |  |  |  |  |  |  |  |  |  |  |  |  |
|  |                                                     |  |  |  |  |  |  |  |  |  |  |  |  |
|  | Anna von Brandenburg (1507–1567)                    |  |  |  |  |  |  |  |  |  |  |  |  |
|  |                                                     |  |  |  |  |  |  |  |  |  |  |  |  |
|  |                                                     |  |  |  |  |  |  |  |  |  |  |  |  |
|  | Sophie von Mecklenburg (1557–1631)                  |  |  |  |  |  |  |  |  |  |  |  |  |
|  |                                                     |  |  |  |  |  |  |  |  |  |  |  |  |
|  |                                                     |  |  |  |  |  |  |  |  |  |  |  |  |
|  | König Friedrich I. (1471–1533)                      |  |  |  |  |  |  |  |  |  |  |  |  |
|  |                                                     |  |  |  |  |  |  |  |  |  |  |  |  |
|  |                                                     |  |  |  |  |  |  |  |  |  |  |  |  |
|  | Elisabeth von Dänemark (1524–1586)                  |  |  |  |  |  |  |  |  |  |  |  |  |
|  |                                                     |  |  |  |  |  |  |  |  |  |  |  |  |
|  |                                                     |  |  |  |  |  |  |  |  |  |  |  |  |
|  | Sophia von Pommern (1498–1568)                      |  |  |  |  |  |  |  |  |  |  |  |  |
|  |                                                     |  |  |  |  |  |  |  |  |  |  |  |  |
|  |                                                     |  |  |  |  |  |  |  |  |  |  |  |  |

Durch innerfamiliäre Heiraten ist König Friedrich I. – mit Frauen aus zwei verschiedenen Ehen – gleich zweifacher Urgroßvater Christians.

### Sekundärliteratur
- Theodor Christiansen: Die Stellung Königs Christian IV. von Dänemark zu den Kriegsereignissen im deutschen Reich und zu den Plänen einer evangelischen Allianz 1618–1625. [Phil. Diss.] Kiel 1937.
- Jörg-Peter Findeisen: Christian IV. Zwischen Mythos und Wahrheit. Ludwig, Kiel 2014, ISBN 3-86935-185-3.
- Karl-Erik Frandsen: Christian IVs Undenrigspolitik i Nyt Lys [Die Außenpolitik Christians IV. in einem neuen Licht]. In: Historik Tidsskrift. 98/1 (1998), S. 99–108.
- John A. Gade: Christian IV, king of Denmark and Norway. A picture of the 17th century. Boston 1928.
- Steffen Heiberg (Hrsg.): Christian IV and Europe. The 19th Art Exhibition of the Council of Europe Denmark 1988. Kopenhagen 1988.
- Hermann Kellenbenz: Christian IV.. In: Neue Deutsche Biographie (NDB). Band 3, Duncker & Humblot, Berlin 1957, ISBN 3-428-00184-2, S. 234 f. (Digitalisat).
- Paul Douglas Lockhart: Denmark in the Thirty Years’ War 1618–1648. King Christian IV and the Decline of the Oldenburg State. London 1996.
- Julius Otto Opel: Der niedersächsisch-dänische Krieg. Halle/Magdeburg 1872–94.
- Klauspeter Reumann: Kirchenregiment und Großmachtpolitik. Das Eingreifen Christian IV. als Herzog von Holstein und König von Dänemark in den Dreißigjährigen Krieg. In: Bernd Hey (Hrsg.): Der Westfälische Frieden 1648 und der deutsche Protestantismus. Bielefeld 1998, S. 41–63.
- Bodil Wamberg: Christian IV. En mand under indflydelse. Kopenhagen 1997, ISBN 87-12-02563-1.
- Robert Bohn: Dänische Geschichte. C. H. Beck, München 2001, ISBN 3-406-44762-7.
- Jörg Ulrich: CHRISTIAN IV. von Dänemark. In: Biographisch-Bibliographisches Kirchenlexikon (BBKL). Band 17, Bautz, Herzberg 2000, ISBN 3-88309-080-8, Sp. 236–239 (Artikel/Artikelanfang im Internet-Archive).